# Матфей из Акваспарты
Матфе́й из Акваспа́рты, также Матвей Акваспарта или Маттео д’Акваспарта (лат. Matthaeus ab Aquasparta; итал. Matteo d'Acquasparta; род. ок. 1240, Акваспарта, Умбрия; умер 29 октября 1302, Рим), — итальянский богослов, кардинал (с 1288) и философ; генерал францисканского ордена, внесший послабления в его устав (1287—1289).

Данте в «Божественной комедии» (1308—1321) словами св. Бонавентуры в раю передал существовавшие разногласия Матфея с Убертино из Касале, ратовавшим за строжайший устав:
«Не в Акваспарте он возникнуть мог
И не в Касале, где твердят открыто,
Что слишком слаб устав иль слишком строг.» («Рай». Песнь XII, строки 124—126).

## Биография
Происходит из аристократической семьи Бентивенья (Bentivegna; см. также Бентивенья де Бентивеньи). В подростковом возрасте стал францисканцем. После обучения в Парижском университете (возможно, у самого Бонавентуры (ум. 1274), последователем которого станет), преподавал в городах Болонья и Париж. Позже был в должности лектора-теолога при Папской курии в Риме (с 1279).
С 1287 по 1289 годы — генеральный министр (генерал) францисканского ордена, при этом кардинал (с 16 мая 1288) и епископ Порто-Санта Руфина (1292—1302).
Преданный римскому папе Каэтани, он умер в Риме в конце октября 1302 года и был похоронен в базилике Санта-Мария-ин-Арачели на Капитолийском холме, под грандиозным надгробием в готическом стиле, сохранившемся до наших дней.

## Учение
Матфей из Акваспарты следовал главным идеям августинианства, которые он почерпнул из учения Бонавентуры. К классическому августиновскому учению о Божественной иллюминации он прибавил аристотелевскую теорию абстрагирования. Убеждённый, что текучесть чувственных вещей не позволяет им служить фундаментом достоверного знания, он задавался вопросом: зависит ли наше познание от существования своего объекта, и отвечал, что нет: достоверные познания (научные) не находят себе основания в природе материальных вещей; следовательно, они не зависят от их существования.
Противореча Фоме Аквинскому, настаивал на возможности интеллектуального познания единичных вещей «по отдельности и как таковых», а также на способности человека познавать свою душу посредством интеллектуальной интуиции.

## Основные труды
- «Комментарии к „Сентенциям“ Петра Ломбардского»,
- «Вопросы на свободную тему» («лат. Quodlibeta»),
- «Дискуссионные вопросы» («Quaestiones disputatae»).